# 루시 보인턴
루시 보인턴(영어: Lucy Boynton, 1994년 1월 17일 ~ )은 영국 및 미국의 배우이다. 2006년 영국과 미국 합작 영화 《미스 포터》에서 베아트릭스 포터의 어린 시절 역할로 데뷔하였다. 《코퍼헤드》(2013), 《싱 스트리트》(2016), 《오리엔트 특급 살인》 (2017), 《복수의 사도》 (2018) 등 영화들에 출연했으며, 전기 영화 《보헤미안 랩소디》 (2018)에서는 메리 오스틴 역을 연기했다.

## 어린 시절
보인턴은 미국 뉴욕에서 태어나 영국 런던에서 자랐다. 텔레그래프 미디어 그룹 소속 여행 편집자인 영국 출신의 그레이엄 보인턴과 여행 작가 아드리앤 파일루 (Adriaane Pielou)의 딸이다. 위로는 언니 엠마 루이스 보인턴 (Emma Louise Boynton)이 있다. 블랙히스 고등학교를 다녔고 그 뒤에는, 남런던 덜위치에 있는 제임스 앨런 여학교에 다녔다.

## 경력

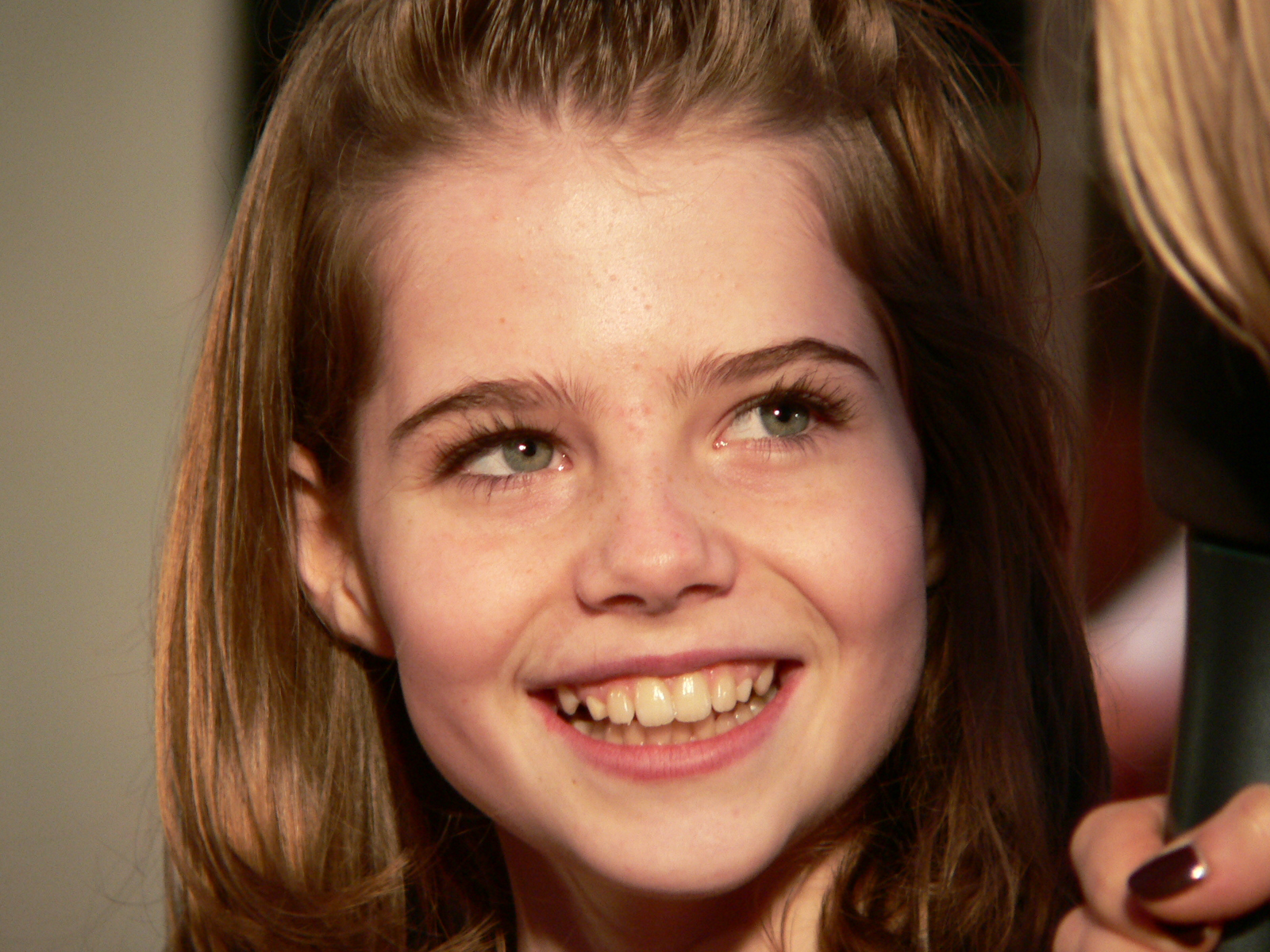
2006년 미스 포터 시사회 때

보인턴의 첫 배역은 2006년 영국과 미국의 합작 영화 《미스 포터》에서 어린 베아트릭스 포터 역이었다. 그녀는 영화 첫 촬영일이 "인생 최고의 날"이었다고 말했다. 2007년에 미스 포터로 제28회 영 아티스트상 장편 영화 부문 여우조연상 후보에 올랐다.
2007년에 BBC 영화 《발레 슈즈》에서 세 주연 중 한 명인 포시 포실을 연기했다. 포시는 어리고 야망심 많은 발레리나로, 유명 무용 학교의 날개를 맡고 있다. 보인턴은 《발레 슈즈》에서 발레를 하지는 않았고, 대신에 대역 배우으로 해당 배역의 장면을 찍었다. 또한 BBC 드라마 《센스 앤 센서빌리티》에 마거릿 대시우드 역을 연기하기도 했다. 2011년에는 《루이스》에서 주연 게스트 배역으로 출연했다. 《모》에 줄리 워터스, 데이비드 헤이그와 같이 출연하기도 했다. 2016년 영화 《싱 스트리트》에서 신비로운 모델 라피나, 2016년 영화 《저주받은 집의 한 송이 꽃》에서 유령 폴리 파슨스, 2017년 각색 영화 《오리엔트 특급 살인》에서 헬레나 안드레니 공작부인 역을 연기했다.
보인턴은 프레디 머큐리의 생애와 밴드 퀸에 관한 영화 《보헤미안 랩소디》 (2018)에서 머큐리의 연인 메리 오스틴을 연기했고, 해당 배역으로 제25회 미국 배우 조합상에서 영화 부문 캐스팅상 후보에 올랐다.

## 사생활
2018년부터 보인턴은 《보헤미안 랩소디》에 같이 출연했던 라미 말리크와 열애 중이다.

## 출연작

### 영화
| 연도 | 제목                     | 배역                     | 참고                                               |
| ---- | ------------------------ | ------------------------ | -------------------------------------------------- |
| 2006 | 미스 포터                | 어린 베아트릭스 포터     |                                                    |
| 2013 | 코퍼헤드                 | 에스더 헤거돈            |                                                    |
| 2013 | Hymn to Pan              | 홀리데이                 | 단편 영화                                          |
| 2015 | 페브러리                 | 로즈                     |                                                    |
| 2016 | Lock In                  | 루시                     | 단편 영화                                          |
| 2016 | 싱 스트리트              | 라피나                   |                                                    |
| 2016 | 저주받은 집의 한 송이 꽃 | 폴리 파슨스              |                                                    |
| 2016 | 노크 소리가 두번 울릴 때 | 클로이                   |                                                    |
| 2017 | 호밀밭의 반항아          | 클레어 더글러스          |                                                    |
| 2017 | Let Me Go                | 에밀리                   | 벤턴빌 영화제에서 베스트 앙상블 부문 심사단상 수상 |
| 2017 | 오리엔트 특급 살인       | 헬레나 앤드레니 공작부인 |                                                    |
| 2018 | 복수의 사도              | 안드레아 하우            |                                                    |
| 2018 | 보헤미안 랩소디          | 메리 오스틴              |                                                    |
| 2021 | 락드 다운                |                          |                                                    |
| 2022 | 페일 블루 아이           |                          |                                                    |

### 텔레비전
| 연도       | 제목               | 배역              | 참고                                      |
| ---------- | ------------------ | ----------------- | ----------------------------------------- |
| 2007       | 발레 슈즈          | 포시 포실         | TV 영화                                   |
| 2008       | 센스 앤 센서빌리티 | Margaret Dashwood | TV 미니시리즈                             |
| 2010       | 모                 | Henrietta Norton  | TV 영화                                   |
| 2011       | 루이스             | Zoe Suskin        | 에피소드: "The Gift of Promise"           |
| 2011, 2014 | 보르지아           | Sister Lucia      | 에피소드: "God's Monster", "1497"         |
| 2014       | 인데버             | Petra Briers      | 에피소드: "Nocturne"                      |
| 2014       | 런던 특수수사대    | Georgia Hutton    | 에피소드: "Bad Romance"                   |
| 2015       | 라이프 인 스퀘어스 | Angelica Bell     | TV 미니시리즈                             |
| 2017       | 집시               | Allison Adams     | 주연                                      |
| 2019-2020  | 더 폴리티션        | Astrid            | 주연                                      |
| 2021       | 모던 러브          | Paula             | 에피소드: "Strangers on a (Dublin) Train" |